# Bragevägens hållplats
Den här artikeln handlar om en nedlagd järnvägshållplats i Djursholm, för gator vid namn Bragevägen, se även Bragevägen.

Bragevägens hållplats ofta endast Bragevägen var en järnvägshållplats utmed den numera nedlagda Djursholmsbanan i Djursholm utanför Stockholm som öppnade 1890. Fram tills området kring Bragevägen bebyggdes på 1920-talet så gick tåget över öppna fält på delsträckan. Bragevägens hållplats vid Valevägen öppnade 1924. På hållplatsens smala perrong fanns länge en godis- och tidningskiosk. Stationen stängdes 1976 då huvudmannen SL beslutade att lägga ned järnvägslinjen Djursholms Ösby-Eddavägen. Hållplatsen var placerad strax öster om korsningen Valevägen-Bragevägen i Djursholm och försedd med en klassisk Djursholmskur (vilka idag endast återfinns vid Bråvallavägens och Vendevägens stationer).
Banvallen för den nedlagda Eddavägslinjen är bevarad som ett promenadstråk. Just vid Bragevägen, har banvallen dock ersatts med en parkeringsplats, för Djursholms församlingsgård ("Änglagaraget"), som ligger alldeles invid platsen för den före detta hållplatsen. Tvärs över Valevägen fanns länge en butikslokal, där inredningsbutiken Indoors låg vid banans nedläggning.